# Irma Álvarez
Irma Rufina Álvarez (Salliqueló, Argentina, 21 de novembro de 1933 — Rio de Janeiro, 8 de janeiro de 2007) foi uma atriz argentina naturalizada brasileira.

## Biografia
Iniciou sua carreira na Argentina em 1950, tendo mudado para o Brasil pouco tempo depois. Participou em papéis secundários de filmes como Terra em Transe, de Gláuber Rocha, e Todas as Mulheres do Mundo, de Domingos de Oliveira.
Na televisão, participou de algumas novelas, como Sétimo Sentido (1982), e Pai Herói (1979), ambas de Janete Clair.
Morreu aos 73 anos vitimada por um câncer no pulmão.

## Trabalhos

### Cinema
| Ano  | Título                         | Personagem       |
| ---- | ------------------------------ | ---------------- |
| 1999 | O Viajante                     | Rosália          |
| 1986 | Rockmania                      | mãe de Lili      |
| 1984 | Aguenta Coração                | —                |
| 1982 | Pra frente, Brasil             | —                |
| 1977 | O Dia Marcado                  | —                |
| 1975 | Ana, a Libertina               | Britta           |
| 1975 | Blablablá                      | —                |
| 1974 | A Estrela Sobe                 | Nair Soledad     |
| 1973 | Caingangue                     | Maria            |
| 1971 | Pra Quem Fica, Tchau           | Mulher do jipe   |
| 1970 | É Simonal                      | Madame           |
| 1969 | Os Paqueras                    | —                |
| 1969 | A Cama ao Alcance de Todos     | Garota argentina |
| 1969 | Um Sonho de Vampiros           | Vampira          |
| 1969 | Como Vai, Vai Bem?             | Esposa           |
| 1968 | A Noite do Meu Bem             | Eliane Prado     |
| 1968 | A Virgem Prometida             | —                |
| 1968 | A Doce Mulher Amada            | Miriam           |
| 1968 | O Homem Nu                     | Alva             |
| 1967 | Terra em Transe                | Mulher da Orgia  |
| 1967 | O Sabor do Pecado              | Lúcia            |
| 1967 | Todas as Mulheres do Mundo     | Rita             |
| 1966 | Onde a Terra Começa            | Amante           |
| 1966 | Engraçadinha Depois dos Trinta | Engraçadinha     |
| 1965 | Encontro com a Morte           | Nair             |
| 1964 | A Morte em Três Tempos         | Luba             |
| 1962 | Porto das Caixas               | Esposa           |
| 1962 | Nordeste Sangrento             | Beata Izabel     |
| 1960 | Os Dois Ladrões                | Leninha          |
| 1958 | Massagista de Madame           | —                |
| 1955 | De noche también se duerme     | —                |
| 1953 | Del otro lado del puente       | —                |
| 1950 | Cinco locos en la pista        | —                |

### Televisão
| Ano  | Título                     | Personagem          | Notas                                         |
| ---- | -------------------------- | ------------------- | --------------------------------------------- |
| 1973 | Carinhoso                  | Clara               |                                               |
| 1973 | O Semideus                 | Raquel              |                                               |
| 1973 | O Bem-Amado                | Secretária          |                                               |
| 1975 | Bravo!                     | Suzy                | [ 6 ]                                         |
| 1977 | Sem Lenço, sem Documento   | Mabel               |                                               |
| 1978 | Ciranda Cirandinha         | Madame              | Episódio: "Porque Hoje é Sábado"              |
| 1978 | A Conquista                | —                   |                                               |
| 1979 | Pai Herói                  | Vitória             |                                               |
| 1982 | Sétimo Sentido             | Vanda               |                                               |
| 1983 | Caso Especial              | Mulher de Arimatéia | Episódio: "Adeus, Marido Meu"                 |
| 1985 | Caso Verdade               | Madre Tereza        | Episódio: "Amor, Sagrado Amor"                |
| 1986 | Selva de Pedra             | Ela mesma           | Participação Especial                         |
| 1990 | Fronteiras do Desconhecido | Clara               | Episódio: "Frei Galvão, Francisco Brasileiro" |
| 1995 | Explode Coração            | Emília              |                                               |
| 1996 | Caça Talentos              | Mulher barbada      | Episódio: "Arthur, O Mágico"                  |